# Argumento de Eckmann-Hilton
En matemática, el argumento ( o principio o teorema) de Eckmann-Hilton es un argumento acerca de pares de estructuras de monoide sobre un conjunto donde uno es un homomorfismo para el otro. Dado esto, se puede mostrar que las estructuras coinciden, y el monoide resultante es, demostrablemente, conmutativo.
Esto puede usarse para probar la conmutatividad de los grupos de homotopía superiores.

## Presentación
Como será evidente después, es muy inconveniente postular la existencia de identidades en el tratamiento básico del argumento. Por tanto comenzamos con magmas, con el objetivo de apuntar a estructuras monoidales conmutativas.

## Caso No Monoidal
Sea Mag la categoría de los magmas (i..e. operaciones binarias), consideramos las condiciones implicadas por la sola existencia de objetos magma lo que da lugar a Med la categoría medial.
(expresiones como "abeliano", "centrado", "afín", "medial", "dicotómico" o "preconvexo" son generalizaciones para objetos magma pero eliminamos las comillas)
Ejemplo básico de medialidad pura : x T y = a(x) + b(y) + t en un semigrupo conmutativo (no necesariamente con elemento identidad) con a y b endomorfismos que conmutan entre sí y t un elemento fijo del semigrupo. En este ejemplo 0 T 0 = t si 0 es neutro del semigrupo.
Ejemplo básico de medialidad o abelianidad (viejo) (es decir un objeto auto-magma con una operación binaria T que satisface (x T y) T (u T z) = (x T u) T (y T z)) x T y =  a(x) + b(y) + t puros en un semigrupo conmutativo (no necesariamente con identidad) con a y b endomorfismos que conmutan y t un elemento fijo en el semigrupo.  Esto generaliza a los semigrupos conmutativos la noción de combinación lineal y afín. 
Decimos que una operación medial está centrada si admite algún idempotente cancelativo bilátero (un centro).  
Ahora, si tenemos una operación medial centrada (sea c un centro), definamos a(x) = x T c y b(y) = c T y, como la cancelatividad exige, tenemos contracciones d y e tales que d(a(x)) = x y e(b(y)) = y, si d y e son biyectivas, se puede definir x + y = d(x) T e(y), esta es medial también, c es su identidad y reconstruye x T y = a(x) + b(y), por tanto un caso del ejemplo básico.  Pero en Mag podemos extender un endomorfismo inyectivo, así que la extensión de b o a = a o b da una extensión a un ejemplo básico.  Inversamente, asuma que el ejemplo básico es sobre un monoide conmutativo con x T y = a(x) + b(y), como a(0) = 0 = b(0) entonces 0 T 0 = 0 es decir idempotente y x T 0 = a(x), 0 T y = b(y).  
Definiciones:  
- Una operación es afín si es medial e idempotente.
- Una combinación lineal de números reales a.x + b.y se llama afín si y sólo si a + b = 1, pero esto, por supuesto, significa a.x + b.x = x para todo el x.
- Decimos que una operación afín es central si todos los elementos son cancelativos biláteros.
- Decimos que una operación afín es dicotómica si es conmutativa.
- La única combinación afín de números reales que es conmutativa es x T y = ½x + ½y.  Decimos que una operación dicotómica central es preconvexa.

Estas ideas se pueden utilizar para comenzar la caracterización de los números reales. (ver Escardó, Simpson sobre ½x + ½y y), lo que es más importante, soluciona el problema de la categoría métrica:  los morfismos métricos son funciones cortas (o contracciones débiles o 1-Lipschitz);  hasta ahora, todo bien.  Pero para espacios de Banach esto da una contradictio in adjecto:  ¡no hay espacios de Banach de funciones cortas lineales continuas, solamente bolas unitarias de Banach de funciones cortas lineales!  Pero las bolas unidad no son aditivamente cerradas, sólo ½x + ½y cerrado (convexo).  Pero hemos demostrado que la clausura no necesita ser monoidal, apenas medial en el sentido auto objeto magma, que es el sentido verdadero de Eckmann-Hilton.  (0 no es una identidad para ½x + ½y, apenas un (tipo de) "centro").  Pero la extensión reconstructiva recién presentada es, exactamente, el espacio de Banach con su estructura monoidal.